# معركة أوترانتو
معركة أوترانتو بين عامي 1480 و1481 سقطت فيها مدينة أوترانتو وقلعتها في بوليا في جنوب إيطاليا بيد القوات العثمانية. كان فتح أوترانتو مقدمة لحملة شاملة بقيادة السلطان محمد الفاتح لفتح إيطاليا لتوحيد تاجي روما والقسطنطينية تحت سلطانه، لكن وفاته حالت دون إتمام الفتح وأخلى قائد الحملة كديك أحمد باشا المدينة وانسحب بجنوده.

## الخلفية
كان الهجوم على أوترانتو جزءًا من محاولة فاشلة من قبل العثمانيين لغزو إيطاليا. في صيف عام 1480، قامت قوة مؤلفة من نحو 20 ألف تركي عثماني بقيادة جيديك أحمد باشا بغزو جنوب إيطاليا. كان الجزء الأول من الخطة هو الاستيلاء على ميناء أوترانتو. انتهت الحرب التي استمرت 15 عامًا بين جمهورية البندقية والسلطنة العثمانية، القوتان الأكثر هيمنة، من حيث التجارة والقوة العسكرية، على كامل البحر الأبيض المتوسط، بما في ذلك البحر الأسود، ما أدى إلى عودة السلام إلى قسطنطينية. أعلن السلطان محمد الفاتح نفسه قيصر الروم بعد أن سيطر على القسطنطينية عام 1453 بعد الميلاد، وأعاد الكنيسة الأرثوذكسية اليونانية، لكنه منع دخول الروم الكاثوليك.

## غزو إيطاليا

### الحصار
في 28 يوليو، وصل أسطول عثماني مكون من 128 سفينة، بالقرب من مدينة أوترانتو في نابولي. جاء العديد من هذه القوات من حصار رودس. تراجعت حامية ومواطني أوترانتو إلى القلعة. في 11 أغسطس، بعد حصار دام 15 يومًا، أمر جيديك أحمد بالهجوم الأخير. .

### شهداء أوترانتو
قُدّس شهداء أوترانتو بشكل جماعي من قبل الكنيسة الرومانية الكاثوليكية في 12 مايو 2013. يُزعم أن رفاتهم مخزنة اليوم في كاتدرائية أوترانتو وفي كنيسة سانتا كاترينا فورميلو في نابولي.
تعرض التاريخ المسيحي التقليدي للنقد من قبل المؤرخين اللاحقين. على الرغم من أن إحدى الروايات العثمانية المعاصرة تبرر المذبحة على أسس دينية، إلا أن إيلينيا رومانا كاسيتا كتبت أنه يبدو بالأحرى أنه كان عملًا بهدف التخويف.

### التقدم البطيء
في أغسطس، هاجمت 70 سفينة من الأسطول مدينة فيستي. في 12 سبتمبر، دُمّر البناء الذي كان يضم إحدى المكتبات الأكثر ثراءً في أوروبا. بحلول أكتوبر، شُنّت هجمات ضد المدن الساحلية مثل: ليتشي وتارانتو وبرينديزي.
ومع ذلك، وبسبب نقص الإمدادات، لم يعزز القائد العثماني، جيديك أحمد باشا، تقدم قواته. بدلًا من ذلك عاد مع معظم القوات إلى ألبانيا تاركا وراءه حامية مكونة من 800 مشاة و500 من سلاح الفرسان للدفاع عن أوترانتو. كان من المفترض أنه سيعود مع جيشه بعد الشتاء.

### الرد الكاثوليكي
بعد 27 عامًا من سقوط القسطنطينية، كان هناك بعض الخوف من أن روما ستعاني نفس المصير. وُضعت خطة للبابا ومواطني روما لإخلاء المدينة. كرر البابا سيكستوس الرابع دعوته عام 1471 لحملة صليبية. استجابت العديد من دول المدن الإيطالية والمجر وفرنسا بشكل إيجابي، على عكس جمهورية البندقية، لأنها وقعت معاهدة سلام مع العثمانيين عام 1479.
في أبريل 1481، دعا سيكستوس الرابع إلى شن حملة صليبية إيطالية لتحرير المدينة، وحاصرت القوات المسيحية أوترانتو في مايو ثم قام الملك فرديناند الأول ملك نابولي بإنشاء جيش بقيادة ابنه ألفونسو دوق كالابريا.